# Allt kan hända i Paris
Allt kan hända i Paris (engelska: Innocents in Paris) är en brittisk komedifilm från 1953 i regi av Gordon Parry.

## Handling
En blandad grupp britter reser till Paris över en weekend.

## Rollista i urval
- Alastair Sim - Sir Norman Barker
- Ronald Shiner - Dicky Bird
- Margaret Rutherford - Gwladwys Inglott
- Claire Bloom - Susan Robbins
- Claude Dauphin - Max de Lorne
- Jimmy Edwards -kapten George Stilton
- Laurence Harvey - Francois
- James Copeland - Andy MacGregor
- Mara Lane - Gloria Delaney
- Peter Illing - Panitov
- Colin Gordon - tulltjänsteman
- Kenneth Kove - Bickerstaff
- Frank Muir - gladlynt man
- Philip Stainton - Nobby Clarke
- Peter Jones - Langton
- Richard Wattis - Wilkinson
- Reginald Beckwith - fotograf
- Louis de Funès - Célestin
- Christopher Lee - polisofficer
- Kenneth Williams - försäljare